# Бувейр
Бувейр (англ. Khirbet Buweirit, араб. البوير) — поселення в Сирії, що складає невеличку друзьку общину в нохії Ізра, яка входить до складу мінтаки Ізра в південній сирійській мухафазі Дара.